# Requisitos de visto para cidadãos angolanos
Os requisitos de visto para cidadãos angolanos são restrições administrativas de entrada impostas por autoridades de outros estados a cidadãos de Angola. A 11 de janeiro de 2024, os cidadãos angolanos tinham acesso sem visto ou visto na chegada a 53 países e territórios, classificando o passaporte angolano no 88º lugar em termos de liberdade de viagem (empatado com o passaporte de Camarões) de acordo com o Henley Passport Index.

## Mapa com requisitos de visto

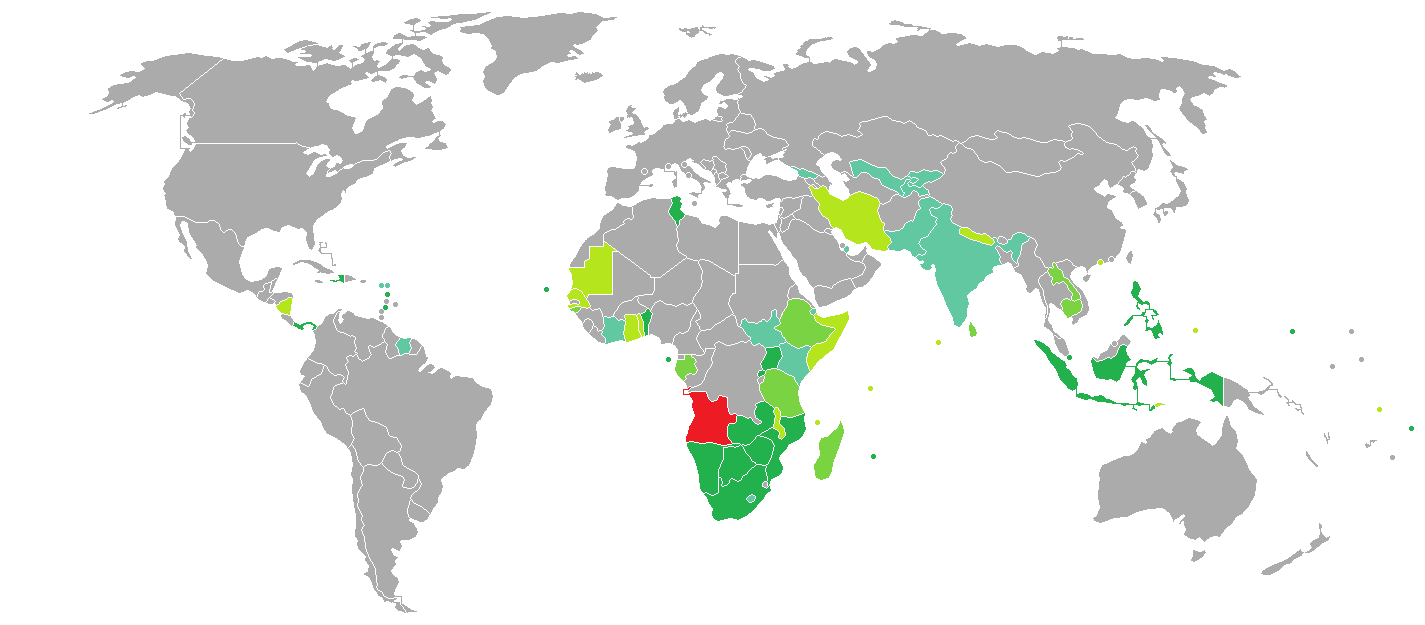
Angola
Não requer visto
Visto na chegada
eVisa
Visto disponível tanto na chegada quanto online
Requer visto

## Requisitos de visto
| País                                          | Regime de visto                  | Tempo de permanência | Notas (excluindo taxas de partida) |
| --------------------------------------------- | -------------------------------- | -------------------- | --- |
| Afeganistão                                   | Requer visto                     |                      | |
| África do Sul                                 | Não requer visto                 | 30 dias              | - 30 dias por visita, até 90 dias por ano. |
| Albânia                                       | Visto de Entrada Eletrónico      |                      | |
| Alemanha                                      | Requer visto                     |                      | |
| Andorra                                       | Requer visto                     |                      | |
| Antígua e Barbuda                             | Visto de Entrada Eletrónico      |                      | |
| Arábia Saudita                                | Requer visto                     |                      | |
| Argélia                                       | Requer visto                     |                      | - Os viajantes podem ter sua entrada negada se apresentarem um passaporte que contenha vistos ou carimbos emitidos por Israel. |
| Argentina                                     | Requer visto                     |                      | |
| Arménia                                       | Requer visto                     |                      | |
| Austrália e territórios                       | Requer visto                     |                      | - Pode se solicitar o visto online (Online Visitor e600 visa). |
| Áustria                                       | Requer visto                     |                      | |
| Azerbaijão                                    | Requer visto                     |                      | - Cidadãos arménios são proibidos de entrar. Pessoas de descendência arménia, ou o simples fato de possuir um sobrenome que soe arménio, podem ter sua entrada negada no Azerbaijão. |
| Bahamas                                       | Requer visto                     |                      | |
| Bahrein                                       | Requer visto                     |                      | |
| Bangladesh                                    | Visto na chegada                 | 30 dias              | |
| Barbados                                      | Não requer visto                 | 90 dias              | |
| Bélgica                                       | Requer visto                     |                      | |
| Belize                                        | Requer visto                     |                      | |
| Benim                                         | Não requer visto                 | 90 dias              | |
| Bielorrússia                                  | Requer visto                     |                      | |
| Bolívia                                       | Requer visto                     |                      | |
| Bósnia e Herzegovina                          | Requer visto                     |                      | |
| Botsuana                                      | Não requer visto                 | 90 dias              | |
| Brasil                                        | Requer visto                     |                      | |
| Brunei                                        | Requer visto                     |                      | |
| Bulgária                                      | Requer visto                     |                      | |
| Burkina Faso                                  | Requer visto                     |                      | |
| Burundi                                       | Requer visto                     |                      | |
| Butão                                         | Requer visto                     |                      | - Taxa de Desenvolvimento Sustentável (SDF) de 200 dólares por dia aplica-se a quase todos os visitantes do Butão. |
| Cabo Verde                                    | Não requer visto                 |                      | - É obrigatório registrar-se online pelo menos cinco dias antes da chegada. |
| Camarões                                      | Requer visto                     |                      | |
| Camboja                                       | eVisa / Visto na chegada         | 30 dias              | |
| Canadá                                        | Requer visto                     |                      | |
| Catar                                         | eVisa                            |                      | |
| Cazaquistão                                   | Requer visto                     |                      | |
| Chade                                         | Requer visto                     |                      | |
| Chéquia                                       | Requer visto                     |                      | |
| Chile                                         | Requer visto                     |                      | |
| China                                         | Requer visto                     |                      | |
| Chipre                                        | Requer visto                     |                      | |
| Colômbia                                      | Requer visto                     |                      | - Pode se solicitar o visto online. |
| Comores                                       | Visto na chegada                 |                      | |
| República do Congo                            | Requer visto                     |                      | |
| República Democrática do Congo                | Requer visto                     |                      | |
| Coreia do Norte                               | Requer visto                     |                      | |
| Coreia do Sul                                 | Requer visto                     |                      | |
| Costa do Marfim                               | Requer visto                     |                      | |
| Costa Rica                                    | Requer visto                     |                      | |
| Croácia                                       | Requer visto                     |                      | |
| Cuba                                          | Requer visto                     |                      | |
| Dinamarca                                     | Requer visto                     |                      | |
| Djibuti                                       | eVisa                            | 31 dias              | |
| Dominica                                      | Não requer visto                 | 21 dias              | |
| Egito                                         | Requer visto                     |                      | |
| El Salvador                                   | Requer visto                     |                      | |
| Emirados Árabes Unidos                        | Requer visto                     |                      | |
| Equador                                       | Requer visto                     |                      | |
| Eritreia                                      | Requer visto                     |                      | |
| Eslováquia                                    | Requer visto                     |                      | |
| Eslovénia                                     | Requer visto                     |                      | |
| Espanha                                       | Requer visto                     |                      | |
| Essuatíni                                     | Requer visto                     |                      | |
| Estados Unidos                                | Requer visto                     |                      | - Obrigatória prova de vacinação contra COVID-19 para quem entra por via aérea. |
| Estónia                                       | Requer visto                     |                      | |
| Etiópia                                       | eVisa / Visto na chegada         | até 90 dias          | - O visto na chegada só pode ser obtido no Aeroporto Internacional Bole, em Addis Abeba. - Os titulares de eVisa devem chegar pelo Aeroporto Internacional Bole. - Os eVisas estão disponíveis para estadas de 30 ou 90 dias. |
| Fiji                                          | Requer visto                     |                      | |
| Filipinas                                     | Não requer visto                 | 30 dias              | |
| Finlândia                                     | Requer visto                     |                      | |
| França                                        | Requer visto                     |                      | |
| Gabão                                         | eVisa                            |                      | - Os titulares de eVisa devem chegar pelo Aeroporto Internacional de Libreville. |
| Gâmbia                                        | Requer visto                     |                      | - Uma autorização de entrada deve ser obtida da Imigração de Gâmbia antes da viagem. |
| Gana                                          | Visto na chegada                 | 30 dias              | |
| Geórgia                                       | eVisa                            |                      | |
| Granada                                       | Requer visto                     |                      | |
| Grécia                                        | Requer visto                     |                      | |
| Guatemala                                     | Requer visto                     |                      | |
| Guiana                                        | Requer visto                     |                      | |
| Guiné                                         | Requer visto                     |                      | |
| Guiné-Bissau                                  | eVisa / Visto na chegada         | 90 dias              | |
| Guiné Equatorial                              | Requer visto                     |                      | |
| Haiti                                         | Não requer visto                 | 3 meses              | |
| Honduras                                      | Requer visto                     |                      | |
| Hungria                                       | Requer visto                     |                      | |
| Iémen                                         | Requer visto                     |                      | |
| Ilhas Marshall                                | Requer visto                     |                      | |
| Ilhas Salomão                                 | Requer visto                     |                      | |
| Índia                                         | e-Visa                           | 60 dias              | - Portadores de e-Visa devem chegar por 26 aeroportos (que servem às cidades de Amedabade, Amritsar, Siliguri (Bagdogra), Bangalore, Calecute, Chandigar, Chennai, Cochim, Coimbatore, Déli, Bodh Gaya, Goa, Guwahati, Hyderabad, Jaipur, Calcutá, Lucknow, Madurai, Mangalor, Bombaim, Nagpur, Pune, Tiruvanantapura, Tiruchirappalli, Varanasi e Visagapatão) ou 3 portos marítimos (Cochim, Goa e Mangalor). - Um visto de turismo eletrônico indiano só pode ser obtido duas vezes em um ano civil. |
| Indonésia                                     | Requer visto                     |                      | |
| Irão                                          | eVisa/Visto na chegada           | 30 dias              | |
| Iraque                                        | Requer visto                     |                      | |
| Irlanda                                       | Requer visto                     |                      | |
| Islândia                                      | Requer visto                     |                      | |
| Israel                                        | Requer visto                     |                      | |
| Itália                                        | Requer visto                     |                      | |
| Jamaica                                       | Requer visto                     |                      | |
| Japão                                         | Requer visto                     |                      | |
| Jordânia                                      | Requer visto                     |                      | |
| Kiribati                                      | Requer visto                     |                      | |
| Kuwait                                        | Requer visto                     |                      | |
| Laos                                          | eVisa / Visto na chegada         | 30 dias              | - O visto na chegada está disponível nos aeroportos internacionais de Luang Prabang, Pakxe, Savannakhet e Vientiane, nas 4 pontes da amizade Thai-Laos, 13 passagens de fronteira e na estação ferroviária de Tanalaeng, em Vientiane. O visto na chegada será gradualmente eliminado a partir de janeiro de 2020. - O eVisa pode ser usado para entrar no Laos pelo Aeroporto Internacional de Wattay e pela Primeira Ponte da Amizade entre Tailândia e Laos. - As passagens de fronteira de Lalai, Lantui, Meuang mom, Pakxan e Phoudou estão abertas apenas para portadores de visto. - O visto na chegada é extensível até 60 dias. |
| Lesoto                                        | eVisa                            |                      | |
| Letónia                                       | Requer visto                     |                      | |
| Líbano                                        | Requer visto                     |                      | |
| Libéria                                       | Requer visto                     |                      | |
| Líbia                                         | Requer visto                     |                      | |
| Liechtenstein                                 | Requer visto                     |                      | |
| Lituânia                                      | Requer visto                     |                      | |
| Luxemburgo                                    | Requer visto                     |                      | |
| Macedónia do Norte                            | Requer visto                     |                      | |
| Madagascar                                    | eVisa / Visto na chegada         | 90 dias              | |
| Malawi                                        | Requer visto                     |                      | |
| Malásia                                       | Requer visto                     |                      | |
| Maldivas                                      | Visto na chegada                 | 30 dias              | |
| Mali                                          | Requer visto                     |                      | |
| Malta                                         | Requer visto                     |                      | |
| Marrocos                                      | Requer visto                     |                      | |
| Maurícia                                      | Não requer visto                 | 90 dias              | |
| Mauritânia                                    | Visto na chegada                 |                      | - Disponível no Aeroporto Internacional Nuaquexote-Oumtounsy. |
| México                                        | Requer visto                     |                      | |
| Micronésia                                    | Não requer visto                 | 30 dias              | |
| Moçambique                                    | Não requer visto                 | 30 dias              | |
| Moldávia                                      | Requer visto                     |                      | |
| Mónaco                                        | Requer visto                     |                      | |
| Mongólia                                      | Requer visto                     |                      | |
| Montenegro                                    | Requer visto                     |                      | |
| Myanmar                                       | Requer visto                     |                      | |
| Namíbia                                       | Não requer visto                 | 3 meses              | |
| Nauru                                         | Requer visto                     |                      | |
| Nepal                                         | Visto na chegada                 | 90 dias              | |
| Nicarágua                                     | Visto na chegada                 | 30 dias              | |
| Níger                                         | Requer visto                     |                      | |
| Nigéria                                       | Requer visto                     |                      | |
| Noruega                                       | Requer visto                     |                      | |
| Nova Zelândia                                 | Requer visto                     |                      | - Os titulares de um Visto de Residente Permanente Australiano ou Visto de Retorno de Residente podem receber um Visto de Residente da Nova Zelândia na chegada permitindo estadia indefinida (de acordo com o Trans-Tasman Travel Arrangement), sujeito ao cumprimento dos requisitos de caráter e obtenção de uma Autoridade Eletrônica de Viagem antes da partida. Esses viajantes não são obrigados a pagar a Taxa de Turismo e Conservação de Visitantes Internacionais. |
| Omã                                           | Requer visto                     |                      | |
| Países Baixos                                 | Requer visto                     |                      | |
| Palau                                         | Visto na chegada                 | 30 dias              | |
| Panamá                                        | Não requer visto                 | 180 dias             | |
| Papua Nova Guiné                              | Requer visto                     |                      | |
| Paquistão                                     | Autorização Eletrónica de Viagem |                      | - Autorização Eletrônica de Viagem para obter um visto na chegada para fins turísticos. - Autorização Eletrônica de Viagem para obter um visto na chegada para fins de negócios. - Elegível para visto online. |
| Paraguai                                      | Requer visto                     |                      | |
| Peru                                          | Requer visto                     |                      | |
| Polônia                                       | Requer visto                     |                      | |
| Portugal                                      | Requer visto                     |                      | |
| Quênia                                        | eVisa                            | 3 meses              | |
| Quirguistão                                   | eVisa                            |                      | |
| Reino Unido e Dependências da Coroa Britânica | Requer visto                     |                      | |
| República Centro-Africana                     | Requer visto                     |                      | |
| República Dominicana                          | Requer visto                     |                      | |
| Roménia                                       | Requer visto                     |                      | |
| Ruanda                                        | Não requer visto                 | 90 dias              | |
| Rússia                                        | Requer visto                     |                      | |
| Samoa                                         | Permissão de entrada na chegada  | 60 dias              | |
| San Marino                                    | Requer visto                     |                      | |
| Santa Lúcia                                   | Requer visto                     |                      | |
| São Cristóvão e Névis                         | eVisa                            |                      | |
| São Tomé e Príncipe                           | Não requer visto                 |                      | |
| São Vicente e Granadinas                      | Não requer visto                 | 1 mês                | |
| Senegal                                       | Visto na chegada                 | 90 dias              | |
| Serra Leoa                                    | Requer visto                     |                      | |
| Sérvia                                        | Requer visto                     |                      | |
| Seychelles                                    | Permissão de visita na chegada   | 3 meses              | |
| Singapura                                     | Não requer visto                 | 30 dias              | |
| Síria                                         | Requer visto                     |                      | |
| Somália                                       | Visto na chegada                 | 30 dias              | - Disponível nos aeroportos de Bosaso, Gaalkacyo e Mogadíscio |
| Sri Lanka                                     | eVisa                            | 30 dias              | |
| Sudão                                         | Requer visto                     |                      | |
| Sudão do Sul                                  | Visto Eletrónico                 |                      | - Solicitável online - Autorização impressa de visto deve ser apresentada no momento da viagem |
| Suécia                                        | Requer visto                     |                      | |
| Suíça                                         | Requer visto                     |                      | |
| Suriname                                      | eVisa                            |                      | - Uma taxa de entrada de 25 dólares ou 25 Euros deve ser paga online antes da chegada. |
| Tailândia                                     | Requer visto                     |                      | |
| Tajiquistão                                   | eVisa                            | 45 dias              | |
| Tanzânia                                      | eVisa / Visto na chegada         |                      | |
| Timor-Leste                                   | Visto na chegada                 | 30 dias              | |
| Togo                                          | Visto na chegada                 | 7 dias               | |
| Tonga                                         | Requer visto                     |                      | |
| Trindade e Tobago                             | Requer visto                     |                      | |
| Tunísia                                       | Não requer visto                 | 90 dias              | |
| Turcomenistão                                 | Requer visto                     |                      | |
| Turquia                                       | Requer visto                     |                      | |
| Tuvalu                                        | Visto na chegada                 | 1 mês                | |
| Ucrânia                                       | Requer visto                     |                      | |
| Uganda                                        | Não requer visto                 | 3 meses              | |
| Uruguai                                       | Requer visto                     |                      | |
| Uzbequistão                                   | eVisa                            | 30 dias              | |
| Vanuatu                                       | Requer visto                     |                      | |
| Vaticano                                      | Requer visto                     |                      | |
| Venezuela                                     | Requer visto                     |                      | |
| Vietname                                      | Requer visto                     |                      | |
| Zâmbia                                        | Não requer visto                 | 30 dias              | |
| Zimbábue                                      | Não requer visto                 | 3 meses              | |

## Dependências e territórios disputados ou restritos

### Países não reconhecidos ou parcialmente reconhecidos
| Território      | Condições de acesso | Notas |
| --------------- | ------------------- | --- |
| Abecásia        | Requer visto        | |
| Chipre do Norte | Não requer visto    | |
| Kosovo          | Requer visto        | - Visto não é necessário para os titulares de uma autorização de residência biométrica válida emitida por um dos estados membros do espaço Schengen ou um visto Schengen válido de múltiplas entradas, titular de um Laissez-passer válido emitido por Organizações das Nações Unidas, OTAN, OSCE, Conselho da Europa ou União Europeia e titular de documentos de viagem válidos emitidos pelos Estados Membros da UE e Schengen, EUA, Canadá, Austrália e Japão com base na Convenção de 1951 sobre o Estatuto dos Refugiados ou na Convenção de 1954 sobre o Estatuto dos Apátridas, bem como titulares de documentos de viagem válidos para estrangeiros (permanência máxima de 15 dias) |
| Ossétia do Sul  | Não requer visto    | Visto de múltiplas entradas para a Rússia e notificação três dias antes da chegada são necessários para entrar na Ossétia do Sul. |
| Palestina       | Não requer visto    | Proibida a chegada à Faixa de Gaza por via marítima. |
| Saara Ocidental | Indefinido          | Regime de visto indefinido no território controlado pelo Saara Ocidental. |
| Somalilândia    | Visto na chegada    | 30 dias por 30 dólares, pagos na chegada à fronteira. |
| Taiwan          | Requer visto        | |
| Transnístria    | Não requer visto    | Registro necessário após 24 horas. |

### Dependências e territórios autônomos
| Território | Condições de acesso          | Notas |
| China | China                        | China |
| --- | ---------------------------- | --- |
| Hong Kong | eVisa                        | |
| Macau | Visto na chegada             | |
| Dinamarca |                              | |
| Ilhas Feroé | Requer visto                 | |
| Groenlândia | Requer visto                 | |
| Estados Unidos |                              | |
| Guam | Requer visto                 | |
| Ilhas Virgens Americanas | Requer visto                 | |
| Marianas Setentrionais | Requer visto                 | |
| Porto Rico | Requer visto                 | |
| Samoa Americana | Requer visto                 | |
| França |                              | |
| Antilhas Francesas | Requer visto                 | Inclui os departamentos ultramarinos de Guadalupe e Martinica e coletividades ultramarinas de São Bartolomeu e São Martinho.                                                                      |
| Guiana Francesa | Requer visto                 | |
| Mayotte | Requer visto                 | |
| Nova Caledônia | Requer visto                 | |
| Polinésia Francesa | Requer visto                 | |
| Reunião | Requer visto                 | |
| São Pedro e Miquelão | Requer visto                 | |
| Wallis e Futuna | Requer visto                 | |
| Noruega |                              | |
| Jan Mayen | Permissão requerida          | Para permanecer por menos de 24 horas, é necessária uma permissão emitida pela polícia local. Para permanência superior a 24 horas, é necessária uma autorização emitida pela polícia norueguesa. |
| Svalbard | Não requer visto             | Período de permanência ilimitado sob o Tratado de Svalbard. |
| Nova Zelândia |                              | |
| Ilhas Cook | Não requer visto             | 31 days |
| Niue | Não requer visto             | 30 days |
| Tokelau | Requer visto                 | |
| Países Baixos |                              | |
| Antilhas Neerlandesas | Requer visto                 | Inclui Bonaire, Santo Eustáquio e Saba. |
| Aruba | Requer visto                 | |
| Curaçau | Requer visto                 | |
| São Martinho (Países Baixos) | Requer visto                 | |
| Reino Unido |                              | |
| Acrotíri e Deceleia | Requer visto                 | |
| Anguilla | Requer visto                 | Titulares de visto válido emitido pelo Reino Unido não precisam de visto. |
| Bermuda | Requer visto                 | |
| Gibraltar | Requer visto                 | |
| Ilha de Ascensão | eVisa                        | - 3 meses dentro de qualquer período do ano |
| Ilhas Caimã | Requer visto                 | |
| Ilhas Geórgia do Sul e Sandwich do Sul | Requer permissão             | Permissão requerida antes da chegada do Comissionário (72 horas/1 mês por 110/160 libras esterlinas).                                                                                             |
| Ilhas Malvinas | Requer visto                 | |
| Ilhas Pitcairn | Não requer visto             | Não requer visto por até 14 dias e paga-se uma taxa de aterrissagem de US$35 ou uma taxa de US$5 se não for para a terra.                                                                         |
| Ilhas Virgens Britânicas | Requer visto                 | |
| Monserrate | eVisa                        | |
| Santa Helena | eVisa                        | |
| Território Britânico do Oceano Índico | Permissão especial requerida | Permissão especial requerida. |
| Tristão da Cunha | Requer permissão             | Permissão para aterrissar por 15/30 libras esterlinas (iate/navio de passageiros) para a ilha de Tristão da Cunha ou 20 libras esterlinas para Ilha Gough, Ilha Inacessível ou Ilha do Rouxinol.  |
| Ilhas Turcas e Caicos | Requer visto                 | Titulares de visto válido emitido por Canadá, EUA ou Reino Unido não necessitam de visto por uma permanência máxima de 90 dias.                                                                   |
| Antártica e ilhas adjacentes |                              | |
| Requer Autorizações Especiais para Ilha Bouvet, Território Antártico Britânico, Terras Austrais e Antárticas Francesas, Antártida Argentina, Território Antártico Australiano, Território Antártico Chileno, Ilha Heard e Ilhas McDonald, Ilha de Pedro I, Terra da Rainha Maud, Dependência de Ross. |                              | |

## Restrições mais comuns para viagens a países que não requerem visto

### Páginas em branco no passaporte
Muitos países exigem um número mínimo de páginas em branco no passaporte apresentado, normalmente uma ou duas páginas. As páginas de endosso, que geralmente aparecem após as páginas do visto, não são consideradas válidas ou disponíveis.

### Vacinação
Os países africanos de Angola, Benim, Burquina Fasso, Burundi, Camarões, Chade, Costa do Marfim, Guiné Equatorial, Gabão, Gâmbia, Gana, Guiné-Bissau, Libéria, Mali, Mauritânia, Níger, Quênia, República Centro-Africana, República Democrática do Congo, República do Congo, Ruanda, Senegal, Serra Leoa, Sudão do Sul, Togo, Uganda e Zâmbia exigem que todos os passageiros que chegam ao país com mais de nove meses a um ano tenham um Certificado Internacional de Vacinação ou Profilaxia atualizado, assim como o território sul-americano da Guiana Francesa.
Alguns outros países exigem a vacinação apenas se o passageiro vier de uma área infectada ou tiver visitado uma recentemente ou transitado por 12 horas nesses países: África do Sul, Argélia, Botsuana, Cabo Verde, Chade, Djibouti, Egito, Eritreia, Essuatíni, Etiópia, Gâmbia, Gana, Guiné, Guiné Equatorial, Lesoto, Líbia, Madagascar, Malawi, Maurícia, Mauritânia, Moçambique, Namíbia, Nigéria, Papua Nova Guiné, Seicheles, Somália, Sudão, Tunísia, Uganda, Tanzânia, Zâmbia e Zimbábue.

### Validade do passaporte
Pouquíssimos países, como o Paraguai, exigem apenas um passaporte válido na chegada.
No entanto, muitos países e grupos de países agora exigem apenas um documento de identidade – especialmente de seus vizinhos. Outros países podem ter acordos bilaterais especiais que se afastam da generalidade de suas políticas de validade de passaporte para encurtar o período de validade exigido para os cidadãos uns dos outros ou até mesmo aceitar passaportes que já expiraram (mas não foram cancelados).
Alguns países, como Japão, Irlanda e Reino Unido, exigem um passaporte válido durante todo o período da estadia pretendida.
Na ausência de acordos bilaterais específicos, os países ou territórios que exigem que os passaportes sejam válidos por pelo menos mais 6 meses aquando da chegada incluem Afeganistão, Anguila, Arábia Saudita, Argélia, Bahrein, Butão, Botsuana, Brunei, Camboja, Camarões, Cabo Verde, Catar, Chade, Comores, Costa Rica, Costa do Marfim, Curaçao, Emirados Árabes Unidos, Egito, El Salvador, Equador, Filipinas, Guiné Equatorial, Fiji, Gabão, Guiné Bissau, Guiana, Haiti, Ilhas Cayman, Ilhas Marshall, Ilhas Salomão, Ilhas Virgens Britânicas, Índia, Indonésia, Irã, Iraque, Israel, Jordânia, Kiribati, Kuwait, Laos, Madagascar, Malásia, Mongólia, Mianmar, Namíbia, Nepal, Nicarágua, Nigéria, Omã, Palau, Papua Nova Guiné, Peru, Quênia, República Centro-Africana, Ruanda, Samoa, Singapura, Somália, Sri Lanka, Sudão, Suriname, Tanzânia, Tailândia, Timor-Leste, Tokelau, Tonga, Turquia, Tuvalu, Uganda, Vanuatu, Venezuela e Vietnã.
Os países que exigem passaportes válidos por pelo menos 4 meses na chegada incluem Micronésia e Zâmbia.
Os países que exigem passaportes com validade de pelo menos 3 meses além da data prevista de partida incluem Azerbaijão, Bósnia e Herzegovina, Honduras, Montenegro, Nauru, Moldávia e Nova Zelândia. Da mesma forma, os países do EEE: Islândia, Liechtenstein, Noruega, todos os países da União Europeia (exceto Irlanda), juntamente com a Suíça, também exigem 3 meses de validade além da data prevista de partida do portador, a menos que o portador seja cidadão do EEE ou da Suíça.
Os países que exigem passaportes válidos por pelo menos 3 meses na chegada incluem Albânia, Macedônia do Norte, Panamá e Senegal.
As Bermudas exigem que os passaportes sejam válidos por pelo menos 45 dias na entrada.
Os países e territórios que exigem passaportes com validade de pelo menos um mês além da data prevista de partida incluem África do Sul, Eritreia, Hong Kong, Líbano, Macau, Maldivas.

#### Idade máxima do passaporte
Os países do Espaço Schengen exigem que os passaportes de países não pertencentes à UE tenham menos de 10 anos na entrada. Vários titulares de passaportes britânicos, que até setembro de 2018 podiam ser emitidos com um período de validade de até 10 anos e nove meses se o passaporte anterior não estivesse vencido, não puderam viajar para a UE após o Brexit devido a essa restrição.

### Antecedentes criminais
Alguns países, incluindo Austrália, Canadá, Fiji, Nova Zelândia e Estados Unidos, barram rotineiramente a entrada de estrangeiros com antecedentes criminais, enquanto outros impõem restrições dependendo do tipo de condenação e da duração da pena.

### Persona non grata
O governo de um país pode declarar um diplomata Persona non grata, proibindo-o de entrar no país ou expulsando-o caso já tenha entrado. Em situações não diplomáticas, as autoridades de um país também podem declarar um estrangeiro persona non grata permanente ou temporariamente, geralmente devido a atividades ilegais.
O Azerbaijão declara como persona non grata pessoas que apresentem em seus passaportes vestígios de visita ao antigo estado de Artsaque sem o seu consentimento.

### Carimbos de Israel
Kuwait, Líbano, Líbia, e Iêmen não permitem a entrada de pessoas com carimbos de passaporte de Israel ou cujos passaportes tenham um visto israelense, usado ou não, ou quando houver evidências de viagens anteriores a Israel, como carimbos de entrada ou saída de postos de fronteira vizinhos em países de trânsito como Jordânia e Egito.
Para contornar o boicote da Liga Árabe a Israel, os serviços de imigração israelenses praticamente deixaram de carimbar passaportes de estrangeiros na entrada ou saída de Israel (a menos que a entrada seja para fins profissionais). Desde 15 de janeiro de 2013, Israel não carimba mais passaportes estrangeiros no Aeroporto Internacional Ben Gurion. Os passaportes ainda são carimbados (desde 22 de junho de 2017) em Erez ao entrar e sair de Gaza.
O Irã recusa a admissão de portadores de passaportes que contenham visto ou carimbo israelense com menos de 12 meses.

### Biometria
Vários países exigem que todos os viajantes, ou todos os viajantes estrangeiros, sejam submetidos à coleta de impressões digitais na chegada e barram ou até mesmo prendem os viajantes que se recusam a ceder sua biometria. Em alguns países, como os Estados Unidos, isso pode se aplicar até mesmo a passageiros em trânsito que desejam apenas fazer uma escala em vez de desembarcar.
Os países/regiões que realizam a coleta de impressões digitais incluem Afeganistão, Arábia Saudita, Argentina, Brunei, Camboja, China, Coreia do Sul, Emirados Árabes Unidos, Estados Unidos, Etiópia, Gana, Guiné, Índia, Japão, Malásia (na entrada e na saída), Mongólia, Quênia (impressões digitais e uma foto são tiradas), Singapura, Taiwan, Tailândia, Uganda.
Muitos países também exigem que seja tirada uma foto das pessoas que entram no país. Os Estados Unidos, que não implementam integralmente as formalidades de controle de saída em suas fronteiras terrestres (embora isso seja exigido há muito tempo por sua própria legislação), pretendem implementar o reconhecimento facial para passageiros que partem de aeroportos internacionais para identificar pessoas que ultrapassaram o prazo de validade do visto.
Juntamente com o reconhecimento de impressão digital e facial, a digitalização da íris é uma das três tecnologias de identificação biométrica padronizadas internacionalmente desde 2006 pela Organização da Aviação Civil Internacional (OACI) para uso em passaportes eletrônicos e os Emirados Árabes Unidos realizam a digitalização da íris em visitantes que precisam solicitar um visto. O Departamento de Segurança Interna dos Estados Unidos anunciou planos para aumentar significativamente os dados biométricos coletados nas fronteiras dos EUA. Em 2018, Singapura iniciou testes de digitalização da íris em três postos de controle de imigração terrestre e marítima.